# 小行星63032
小行星63032（63032 Billschmitt）是一颗绕太阳运转的小行星，为主小行星带小行星。该小行星于2000年11月20日发现。
該小行星以科學教育家威廉·C·施密特（William C. Schmitt）命名。

## 轨道参数
小行星63032的轨道半长轴为461 153 325 km，3.0825757 UA，离心率为0.233。